# Римска Грузија
Римска Грузија је назив за територију данашње Грузије под римском (и византијском) влашћу. Између 1. века п. н. е. и 7. века н. е. Рим је, директно или индиректно, контролисао територије Колхиде и Иберије у кавкаској области. 

## Историја
Римско освајање данашње територије Грузије започиње крајем 2. века п. н. е. када се Римска република почела ширити Анадолијом и областима око Црног мора. У то време је област данашње западне Грузије, на којој је до тада постојала краљевина Колхида, освојена од стране краљевине Понт. Даље на истоку налазила се Краљевина Иберија. Као резултат сјајних кампањи Гнеја Помпеја и Лицинија Лукула, краљевина Понт је уништена, а њена целокупна територија, укључујући и Колхиду, долази у посед Римске репулике. Иберија је, с друге стране, нападнута и постала вазална римска држава. Територија Понта прикључена је римској провинцији Лазици у чијем се саставу налазила све до 63. године нове ере када ју је цар Нерон прикључио провинцији Понт. Домицијан ју је 81. године прикључио провинцији Кападокији. Иберија је и даље имала статус вазалне државе и плаћала је Римљанима данак. 
Следећих 600 година грузијске историје обележено је борбама Римљана са Парћанима и Сасанидском Персијом. И поред тога што су главне тврђаве дуж морске обале окупиране од стране Римљана, њима је било тешко да контролишу ову област. Године 69. је на територији Понта подигнут устанак који је завршен неуспешно. Хришћанство на овим просторима почиње да се шири још почетком 1. века и везује се за имена апостола Андрије, Симона Зилота и Светог Матата. 
У 2. веку је Иберија ојачала своју позицију, нарочито у време владавине Фарасманеса II. Овај владар се изборио за пуну независност од Римљана, а успео је повратити неке изгубљене територије од Јермена. У 3. веку племе Лази осваја већи део Колхиде успостављајући краљевину Лазику. Колхида ће касније бити предмет римско (византијско) - сасанидских сукоба који ће кулминирати у Лазичком рату (542-562). Почетком 3. века, Рим је морао одустати од грузијске области Кавкаске Албаније и Јерменије у корист Сасанида, али територија целе данашње Грузије била је у римским рукама. Краљевина Лазика сачувала је своју независност све до 562. године када ју је Византијском царству прикључио Јустинијан I. Године 591. склопљен је римско-сасанидски уговор о подели Кавкаске Иберије. Тбилиси је припао Сасанидима, а Мцхета Византинцима. Почетком 7. века долази до нових немира. Након избијања Римско-персијског рата, иберијски владар Стефаноз I (590-627) одлучио је 607. године да стане на персијску страну како би ујединио све територије Кавкаске Иберије што му је вероватно и успело. Међутим, Ираклијева офанзива 628. године донела му је победу над Персијанцима чиме је обезбедио римску доминацију у западној и источној Грузији све до инвазије од стране Арапа у другој половини 7. века. Византијски утицај на овим просторима почео је да слаби након 692. године, односно након римског пораза у бици код Севастополиса од стране Омајада. Севастополис (данашњи Сухуми) остао је у византијским рукама све до 736. године када га Марван II осваја и пљачка. Тиме је окончана византијска власт у Грузији. 